# Kansas City Film Critics Circle Award/Bestes adaptiertes Drehbuch
Der Kansas City Film Critics Circle Award für das beste adaptierte Drehbuch ist ein seit 2004 jährlich verliehener Filmpreis des Kansas City Film Critics Circle.

## Preisträger

### 2000er
| Jahr | Sieger                 | Autor(en)                        | Quelle                                                                          |
| ---- | ---------------------- | -------------------------------- | ------------------------------------------------------------------------------- |
| 2004 | Sideways               | Alexander Payne und Jim Taylor   | Sideways von Rex Pickett                                                        |
| 2005 | München                | Tony Kushner und Eric Roth       | Vengeance: The True Story of an Israeli Counter-Terrorist Team von George Jonas |
| 2006 | The Departed           | William Monahan                  | Infernal Affairs von Siu Fai Mak und Felix Chong                                |
| 2007 | No Country for Old Men | Ethan und Joel Coen              | Kein Land für alte Männer von Cormac McCarthy                                   |
| 2008 | Slumdog Millionär      | Simon Beaufoy                    | Rupien! Rupien! von Vikas Swarup                                                |
| 2009 | Up in the Air          | Jason Reitman und Sheldon Turner | Roman von Walter Kirn                                                           |

### 2010er
| Jahr | Sieger                            | Autor(en)                        | Quelle                                                                       |
| ---- | --------------------------------- | -------------------------------- | ---------------------------------------------------------------------------- |
| 2010 | The Social Network                | Aaron Sorkin                     | The Accidental Billionaires von Ben Mezrich                                  |
| 2011 | Die Kunst zu gewinnen – Moneyball | Steven Zaillian und Aaron Sorkin | Moneyball von Michael Lewis                                                  |
| 2012 | Argo                              | Chris Terrio                     | Artikel von Joshuah Bearman                                                  |
| 2013 | John Ridley                       | 12 Years a Slave                 | 12 Years a Slave von Solomon Northup                                         |
| 2014 | Gillian Robespierre               | Obvious Child                    | ?                                                                            |
| 2015 | Charles Randolph und Adam McKay   | The Big Short                    | The Big Short: Wie eine Handvoll Trader die Welt verzockte von Michael Lewis |